# Александра Политопулос Анђан
Александра Политопулос Анђан  (Осијек, 27. октобар 1985) је српска плесачица, кореограф, модел, друштвени активиста, власник и извођач Краљевске школе оријенталног плеса и бохурт борац у категорији дуелиста.

## Биографија
Александра Политопулос Анђан је рођена 27. октобра 1985. године у Осијеку. Рођена је у национално мешовитој породици од мајке српкиње и оца грчког теолога. Са оријенталним плесом се први пут сусрела у шестој години, исто је научила од Туркиње Халиме.
У Београд се преселила 1994. године и од тада је пробала плесове попут Денс музика, Хип-Хоп, латино и стандардних плесова.

### Плесачка каријера
Тренирала је борилачке вештине: теквондо, кик-бокс, кунг-фу, где је добила признање Великог мајстора проф. Вилијама Чанга. Тиме је коначно открила да је оријентални плес њена љубав. Већ са 17 година међу првима је отворио школу оријенталног плеса у Београду. Од тада је присутна у медијима, што јој је донело титулу незваничне шампионке Балкана оријенталног плеса. Добила је Бечки Оскар популарности као најбоља оријентална играчица у Србији.
Наступила је у спотовима: Емина Јаховић, Маје Маријане, Бојана Бјелића, Ђуса и Мине Костић, Дејана Крстовића Меде, плесала је са Дарком Филиповићем на Гранд фестивалу, наступа у познатим клубовима широм Србије и иностранства.
Највећи допринос њеној плесној каријери дали су наступи у емисији Браво шоу на телевизији Пинк.
Заштитно је лице емисије PRSLOOK AGAIN, која се емитује на преко 40 ТВ станица. За РТС је 2016. године у емисији Око (магазин), изјавила је како бити успешан у професији, а у исто време задовољити свакодневне жеље и потребе.

### Спортска каријера
Она је и бохурт борац у категорији мачевалачких дуела, у којој је била од 2019. године била редовна државна првакиња. Успела је да победи мушкарце на турниру у Румунији и освоји злато за Србију.

### Друштвени активизам
Бави се хуманитарним радом и увек се радо одазива на евентуалне позиве. Др Бранимир Несторовић је 20. децембра 2021. године у Прес центру представио нови покрет „Витезови змајевог реда“, на ком се обратио и Саша Боројевић, потпредседник покрета и витез Александра Политопулос Анђан, државна првакиња у средњовековном мачевању у дуелима и оснивач, инструктор и кореограф Краљевске школе оријенталног плеса.